# حبيبة دجاهنين
حبيبة دجاهنين هي مخرجة أفلام جزائرية وبالأخص الأفلام الوثائقية، وأمين مهرجانات دولية، وكاتبة، ونسوية. 

## حياتها
ولدت دجاهنين في مدينة تيزي وزو عام 1968 وقد كانت من النسويات البارزات في بلادها خلال التسعينيات. كانت شقيقتها ناشطة نسوية كذلك ورئيسة جمعية Thighri N'tmettouth (نساء ثائرات) حتى عام 1995 حيث قتلت على يد جماعة من المسلمين الأصوليين في 15 فبراير 1995 خلال الحرب الأهلية الجزائرية  (1991–2002).
تسببت الحرب الأهلية في انقسام النسويين إلى مؤيدين للجيش الجزائري من جهة، ومعارضين للعنف الذي تمارسه القوة المركزية من جهة أخرى. وفي العقد الثاني من القرن 21 قالت دجاهنين ردًا على تلك الفترة بأنها لم تعد ناشطة لكنها لاتزال تعتبر نفسها نسوية.
في هذا الحين، تتبنى دجاهنين موقفًا نقديًا إزاء تطور الحركة النسوية في الأيام السابقة وهو ما تحاول عرضه في أفلامها مؤخرًا.
بعد الحرب الأهلية، وجه العديد من النسويين اهتمامهم نحو الثقافة. كذلك فعلت دجاهنين والتي كانت مؤسس مشارك لجمعية «كاينا سينما» "Kaïna Cinéma"، ثم جمعية «السينما والذاكرة» "Cinéma et Mémoire" عام 2007. 
لاحقًا أصدرت دجاهنين مجلدها الشعري «ما بعد الموت» "Outre-Mort"، كما كتبت مقالات ساخرة لمجلات فرنسية وجزائرية بالإضافة إلى عدد من القصص القصيرة.
منذ 2003، تعمل دجاهنين كمستشارة وأمينة للعديد من مهرجانات السينما الدولية من بينها «لقاءات سينمائية» "Rencontres Cinématographiques" الذي يعقد في مدينة بجاية ويعرض خلاله عدد من الأفلام الجديدة يتراوح ما بين الخمسين والستين سنويًا، كما يعد مساحة للحوار والتواصل وتبادل المعلومات بين صناع الأفلام. 
عقب هدا المهرجان نظمت دجاهنين مبادرات أخرى مثل مهرجان "Arab Shorts" للأفلام العربية القصيرة في معهد جوته الألماني.
عام 2006، عادت زجاهنين إلى الجزائر حيث تأملت وفاة شقيقتها والموقف السياسي في ذلك الوقت. وقد شغل اهتمامها سؤال واحد هو «لماذا كان الحوار مستحيلاً؟» وقد كان هذا السؤال موضوعاً مهماً في فيلمها الوثائقي «رسالة إلى شقيقتي» "Lettre à ma soeur" الذي أصدرته بعدها بعام والذي صدر خارج الجزائر أيضًا مثله مثل باقي أعمالها. في هذا الفيلم تحاول دجاهنين رفض اللجوء للعنف كحل للخلافات الاجتماعية. 
وتكشف أفلامها الوثائقية عن العديد من الأوجه الواقعية للجزائر، وتاريخ تلك الأوجه وآثارها على المجتمع.
في الورشة الخاصة بها والتي تحمل اسم  «دوك بجاية» "Béjaïa Doc"، تقدم دجاهنين للشباب الجزائري تعليمًا يتعلق بالأفلام حيث تولي اهتمامًا خاصًا بكل جوانب المهنة مثل تاريخ الفيلم، والإنتاج، والتوزيع، وكتابة السيناريو. ويجب على كل طالب إنتاج فيلم حول الحياة في مجتمعه.
عام 2012، تم تكريم دجاهنين بمنحها جائزة الأمير كلاوس لدورها في إحياء السينما الجزائرية ومن أجل ما قدمته من «أفلام وثائقية حساسة، ومليئة بالتحديات، ومتعمقة حول الحقائق المعاصرة».

## قائمة الأفلام
فيما يلي قائمة موجزة بأفلامها:
 2006: «رسالة إلى شقيقتي» "Lettre à ma soeur".
2008: «مواطنون خلافًا عن ذلك» "Autrement Citoyens".
2010: «عودة إلى الجبل»  "Retour à  la montagne".
2011: «قبل تخطي خط الأفق» "Avant de franchir la ligne d'horizon".